# Rybomorka pstruží

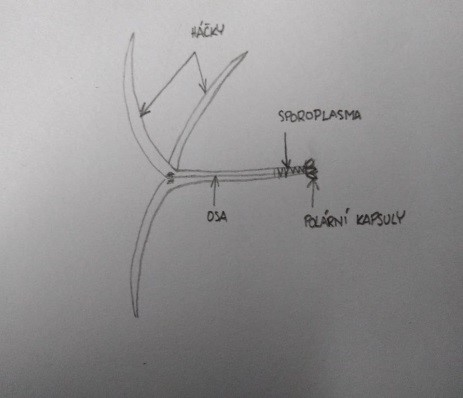
Aktinosporické stadium Myxobolus cerebralis

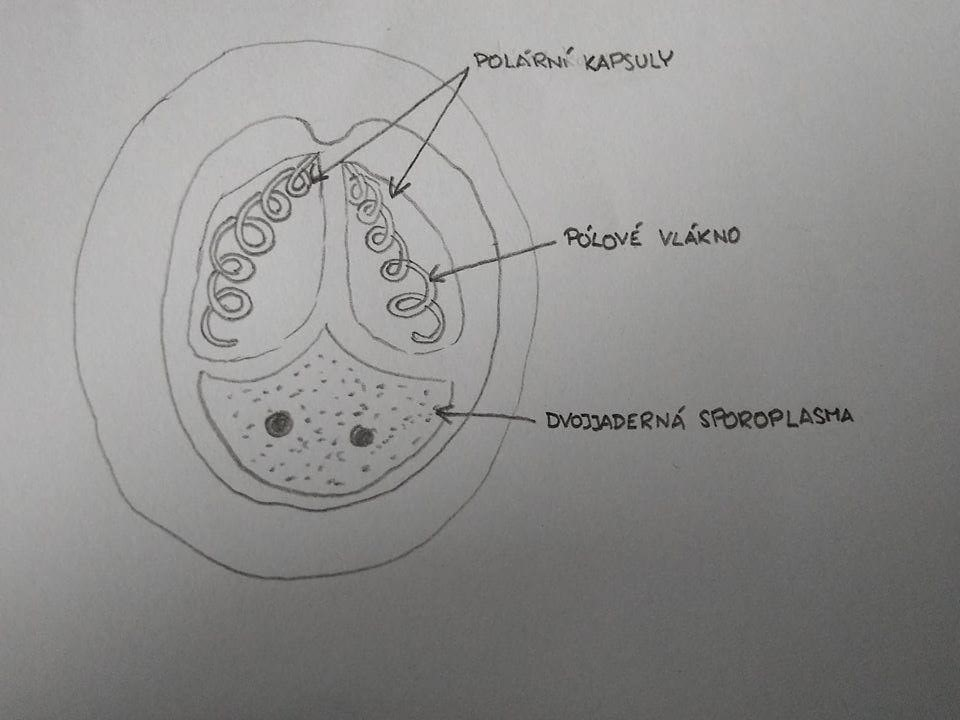
Myxosporické stadium Myxobolus cerebralis

Rybomorka pstruží (Myxobolus cerebralis) je jedním z nejznámějších zástupců skupiny Myxosporea. Jsou to mikroskopičtí endoparazité lososovitých ryb, tvořící v rámci životního cyklu dva druhy spor. Životní cyklus je nepřímý a odlišné typy spor se vyvíjejí střídavě v nitěnkách a v lososovitých rybách. U ryb způsobují záněty chrupavky, které mohou vyústit v tzv. vrtohlavost pstruhů (z ang. Whirling disease). 
Rybomorka pstruží je původem z Evropy, ale lidskou činností se rozšířila do celého světa. Byla objevena poprvé v Německu v roce 1898, po zavlečení pstruha duhového (Oncorhynchus mykiss) do Evropy. V Evropě původní pstruh potoční (Salmo trutta) je totiž vůči projevům onemocnění rezistentní. Je to způsobeno dlouhodobou koevolucí parazita s hostitelem. Oproti tomu populace pstruha duhového nemohly být na parazita adaptované, protože se v USA nevyskytoval. To je hlavní příčinou velké citlivosti pstruha duhového k onemocnění. Tato hypotéza ovšem nevysvětluje poměrně velkou citlivost evropské hlavatky obecné (Hucho hucho) ani částečnou rezistenci amerického lososa kisuče (Oncorhynchus kisutch). Obecně je ale rybomorka pstruží největším problémem v USA, kde po zavlečení začala způsobovat velké úbytky na populacích pstruha duhového a dalších druhů, což vede k velkým ekonomickým i ekologickým škodám. 

## Taxonomie
Rybomorka pstruží (Myxobolus cerebralis) je jedním z více než 2000 druhů patřících do podkmene výtrusenky (Myxozoa). Patří do třídy Myxosporea. Jméno je odvozeno podle stadia, nazývaného myxospora, které infikuje lososovité ryby. Aktinosporické stadium bylo až do roku 1984 považováno za samostatný druh a bylo dokonce řazeno do odlišné třídy: Aktinosporea, ale po zjištění, že se jedná pouze o dvě různá stadia stejného organismu, byly třídy sjednoceny.
Výtrusenky byly vzhledem ke své extrémní redukovanosti (ztráta epitelu, nervových buněk, smyslových buněk, trávicí soustavy...) původně řazeny do kmene prvoci (Protozoa). Až v roce 1995 byla poprvé porovnána data z elektronové mikroskopie se sekvencí DNA a bylo zjištěno, že jsou součástí živočišné říše. Jejich fylogenetická příslušnost byla ale stále nejasná, střídavě byly řazeny mezi hlístice, žahavce a bilateria. Příslušnost k žahavcům byla potvrzena až v posledních letech. Jsou považovány za jedny z organismů, které prošly v důsledku parazitismu největší redukcí. 

## Popis
Rybomorka pstruží je mikroskopický parazit tvořící spory. Má nepřímý životní cyklus a vyznačuje se dvěma typy spor, které byly původně považovány za dva odlišné druhy.
Aktinospory jsou infekční stadia uvolňující se z vodních máloštětinatců nitěnek. Aktinospory jsou triradiálně symetrické a mají kotvovitý tvar. Tři chlopňovité buňky vytvářejí osu s výběžky.  Na vrcholu osy jsou tři polární kapsuly, z nichž každá obsahuje svinuté pólové vlákno, pod kapsulami je sporoplasmová buňka (sporoplasma), která obsahuje množství vnitřních buněk viz obr.
Myxospory jsou stadia tvořící se v lososovitých rybách, která se poté uvolňují do vody. Dvě pevné chlopňovité buňky obklopují dvojjadernou sporoplasmu a dvě polární kapsuly se stočenými pólovými vlákny viz obr. Pólová vlákna jsou lepkavá a mohou být z kapsuly vymrštěna. Slouží k přichycení spory k hostiteli. Myxospory jsou z předního pohledu široce oválné, z bočního pohledu mají čočkovitý tvar. 

## Životní cyklus
Rybomorka pstruží má vždy dvouhostitelský životní cyklus. Definitivním hostitelem je vodní máloštětinatec nitěnka obecná (Turbifex turbifex) a mezihostitelem jsou lososovité ryby. Parazit není schopen vynechat jednoho z hostitelů – tedy např. přenášet se z nitěnky na nítěnku, musí vždy prodělat celý cyklus. 
Z nitěnky se uvolňuje infekční aktinosporické stadium, které napadá lososovité ryby. Blízkost hostitele rybomorka zaznamenává pomocí chemických signálů a mechanické stimulace. Kontakt s kůží ryby aktivuje pólová vlákna a dojde k jejich vystřelení do kůže. Ze spory se poté uvolní sporoplasmová buňka, která z epidermis proniká do buněk sliznice. K prvním krokům vstupu do hostitele (tedy vystřelení vlákna a uvolnění sporoplasmy) může dojít při kontaktu se kteroukoli rybou, ale sporoplasma umí úspěšně penetrovat pouze do sliznice lososovitých. Pokud parazit infikuje správného hostitele, začne se mitoticky (nepohlavně) množit a migrovat podkožím a nervovým systémem k chrupavkám, které jsou cílovou tkání pro vývoj parazita.  
Hostitelův imunitní systém může rybomorku zlikvidovat v časné fázi infekce, tj. dokud migruje podkožím. Jakmile se dostane do nervového systému, je chráněna. Teprve, když vstoupí do chrupavky, může se ji imunitní systém opět pokusit zlikvidovat. Rybomorka v chrupavce vyvolá zánět degradací hostitelovy chrupavky během tvorby myxospor. 
Myxospory se do vody uvolňují nejčastěji po smrti hostitele, ale jsou i případy, kdy hostitele opouští živého. Poté jsou pozřeny nitěnkami a zachytí se háčky ve střevu. Chlopňovité buňky se otevřou a sporoplasma penetruje do epitelu zažívacího traktu. Zde se pohlavně množí a vytváří infekční aktinospory, které nitěnku opouští zažívacím traktem. Tím se životní cyklus uzavírá. 
Aktinosporické stadium je přizpůsobeno vniku do ryby. Vznáší se ve vodě a při doteku s rybou vystřelí pólová vlákna, čímž se k rybě přichytí. Potom do tkáně proniká sporoplasmová buňka. Oproti tomu myxosporická stadia opouští mrtvou rybu a klesají ke dnu, kde pronikají do nitěnek.

## Rozšíření
Rybomorka pstruží je původem z Evropy, ale v současné době je důsledkem antropogenní činnosti rozšířena i v Asii, Africe, Severní Americe a Oceánii. Poprvé byla popsána v roce 1893 v Německu. V 50. letech 20. století se rybomorka rozšířila do USA, kde způsobuje velké ekonomické i ekologické škody na populacích pstruha duhového. Areál výskytu se ještě více rozšířil po druhé světové válce, kdy byla rybomorka objevena v dalších více než dvaceti státech. 

## Vrtohlavost pstruhů (Whirling disease)
Vrtohlavost pstruhů byla v Evropě neznámá, dokud se zde nezačal vyskytovat pstruh duhový (Oncorhynchus mykiss). Původní evropský druh, pstruh potoční (Salmo trutta), je totiž proti onemocnění rezistentní. 

### Příznaky
Rybomorka v chrupavkách vytváří granulomatózní zánět, který způsobuje stlačení páteře a mozkového kmene. Infikovaná ryba poté vykazuje abnormální chování při plavání – plavání v kruhu, opakované stahy těla. Stlačení mozku může někdy způsobit náhlou strnulost a neschopnost pohybu. Dalšími výraznými příznaky nemoci jsou: deformace páteře a lebky a černé skvrny na ocasní ploutvi, které vznikají důsledkem infekce páteřních chrupavek (zánět vyvíjí tlak na ganglia, která zodpovídají za barvu kůže v zadní části těla). 
Ryba se může nakazit v jakémkoli věku, ale mladí jedinci jsou vůči rybomorkám zranitelnější. Není to způsobeno malou osifikací kostry, ale nezralostí centrální nervové soustavy. 

### Detekce
Detekce infekce je poměrně snadná, vzhledem k tomu, že v pozdějších fázích infekce mohou být v hlavových chrupavkách až dva miliony spor. Přibližně dvě třetiny spor se nachází v hlavě a polovina z nich v žaberních chrupavkách. Spory se dají detekovat nejlépe mikroskopicky po vyjmutí žaber. Časnou infekci lze detekovat mikroskopicky v kůži, ve formě malých sporoplasmových buněk. Ty zde mohou být pozorovány jen do několika málo hodin po penetraci, protože se poté přesunují do spodních vrstev kůže a do nervové soustavy. 

## Dopad

### Ekonomický
V Evropě si zřejmě volně žijící populace vytvořily vůči rybomorce rezistenci, takže nemocí nebyly ohroženy. Lidskou činností se však parazit rozšířil do USA, kde začal populace volně žijících pstruhů masově likvidovat. Nemoc změnila druhové složení pstruhů, začaly dominovat rezistentní druhy jako pstruh potoční (Salmo trutta). V USA je vrtohlavost pstruhů stále velkým tématem i problémem, ačkoli někde už se populace začaly znovu obnovovat. V některých případech byla ale infikovaná populace tak velká, že bylo nutné vyhubení pstruhů v celých velkých oblastech, aby se zamezilo dalšímu šíření choroby.
Je mnoho faktorů, které ovlivňují míru infikace ryb a celkový dopad na populace, jako například kvalita vodního toku, teplota, množství sedimentů, další parazité. V některých oblastech mohou být populace vážně ohroženy a v jiných mohou být relativně odolné. Nejvýznamnějším faktorem se ukazuje být teplota vody, která ovlivňuje životní cyklus parazita, množství vypuštěných spor z těla nitěnky a pravděpodobnost a vážnost infekce ryby. 

### Ekologický
Zavlečení rybomorky pstruží způsobilo na mnoha místech změny ve druhovém složení. Populace pstruhů duhových rapidně klesly, zatímco populace rezistentního druhu, pstruha potočního, se zvětšily. Další dva druhy, které byly pravděpodobně infekcí ovlivněny a jejich populace klesly, jsou původní druhy Skalistých hor USA - síh Williamsův (Prosopium williamsoni) a pstruh žlutohrdlý (Oncorhynchus clarkii). 